# Club Atlético Independiente Villa Obrera
El Club Atlético Independiente Villa Obrera es un club de fútbol argentino del distrito Villa Obrera, en el departamento Chimbas, en la provincia de San Juan. Fue fundado el 11 de septiembre de 1935 y son conocidos popularmente como El Caivo o Villeros. Disputan sus encuentros oficiales en el estadio La Boutique, con capacidad para 2500 espectadores.
Ha disputado varias competiciones nacionales organizadas por la Asociación del Fútbol Argentino (AFA) como el Torneo Argentino A, Torneo Argentino B, Torneo Federal B, Torneo Argentino C y la Copa Argentina. A nivel regional, participa en la Liga Sanjuanina de Fútbol.

## Cortometraje
A comienzos de 2014, seguidores del club decidieron realizar un cortometraje en honor al club. El cortometraje fue dirigido por los cineastas Fabio Junco y Julio Midú. También participó la Gerencia de Acción Federal del INCAA (Instituto Nacional de Cine y Artes Audiovisuales).

## Trayectoria
Participaciones en torneos nacionales y regionales:
- Torneo Argentino A
- Torneo Argentino B
- Torneo Argentino C
- Torneo Federal B
- Copa Argentina[7]
- Liga Sanjuanina de Fútbol

## Palmarés
Torneos regionales
- Liga Sanjuanina de Fútbol (3): 2001, 2008 y 2015.[9]

Torneos nacionales
- Torneo Argentino B (1): 2001-02.[10]